# Lainate
Lainate är en ort och en kommun i norra Italien i storstadsregionen Milano, innan 31 december 2014 i provinsen Milano, i regionen Lombardiet 15 kilometer nordväst om Milano. Kommunen hade 25 954 invånare (2018) och gränsar till kommunerna Caronno Pertusella, Origgio, Garbagnate Milanese, Nerviano, Arese, Rho, Pogliano Milanese.